# IC 3858
IC 3858 је појединачна звијезда у сазвјежђу Береникина коса која се налази на листи објеката дубоког неба у Индекс каталогу.
Деклинација објекта је + 20° 47' 20" а ректасцензија 12h 53m 55,6s.